# Zakrywa

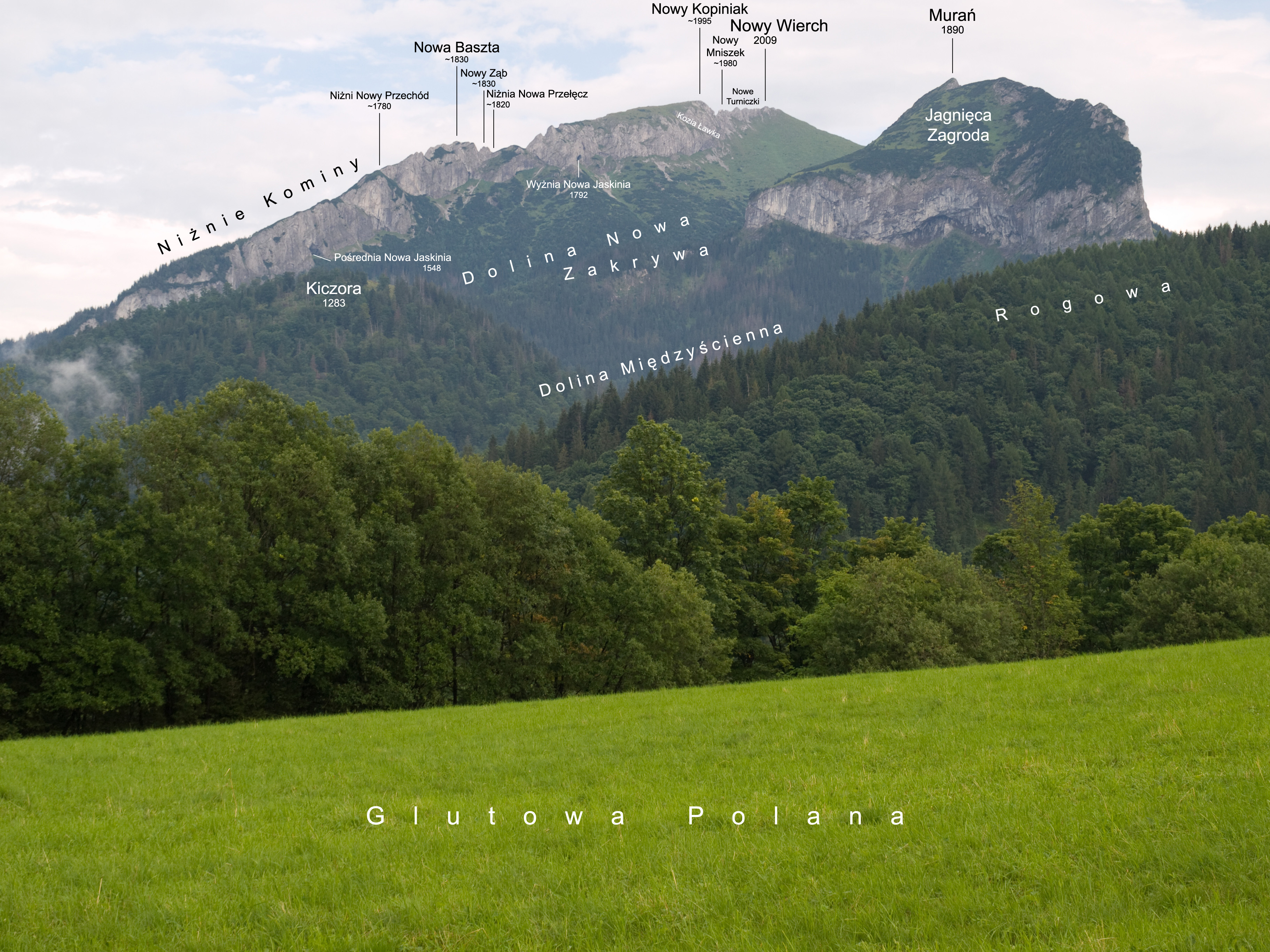
Widok od zachodniej strony

Zakrywa – długi boczny grzbiet Murania w słowackich Tatrach Bielskich. Odchodzi od Murania poniżej Jagnięcej  Zagrody w północnym kierunku i stopniowo opada aż po Międzyścienną Przełęcz (1128 m). Mająca długość ok. 1500 m i całkowicie zalesiona Zakrywa oddziela górną część Doliny Międzyściennej od Nowej Doliny. Jej zachodnie stoki od strony Doliny Międzyściennej są dość łagodne, stoki wschodnie opadające do Doliny Nowej są znacznie bardziej strome.
Od Międzyściennej Przełęczy prawym (patrząc od dołu) zboczem Zakrywy wieloma zakosami prowadzi ścieżka na Nową Polankę. Są z niej widoczne Międzyścienne Turnie wznoszące się kilkadziesiąt metrów powyżej ścieżki w dolnej części Zakrywy. W środkowej części Zakrywy od ścieżki tej odgałęzia się ścieżka wiodąca na Zadnią Murańską Przełęcz. Przez najwyższą część Zakrywy biegnie ścieżka będąca jedynym łatwym wejściem na Murań (przez Jagnięcą Zagrodę).  

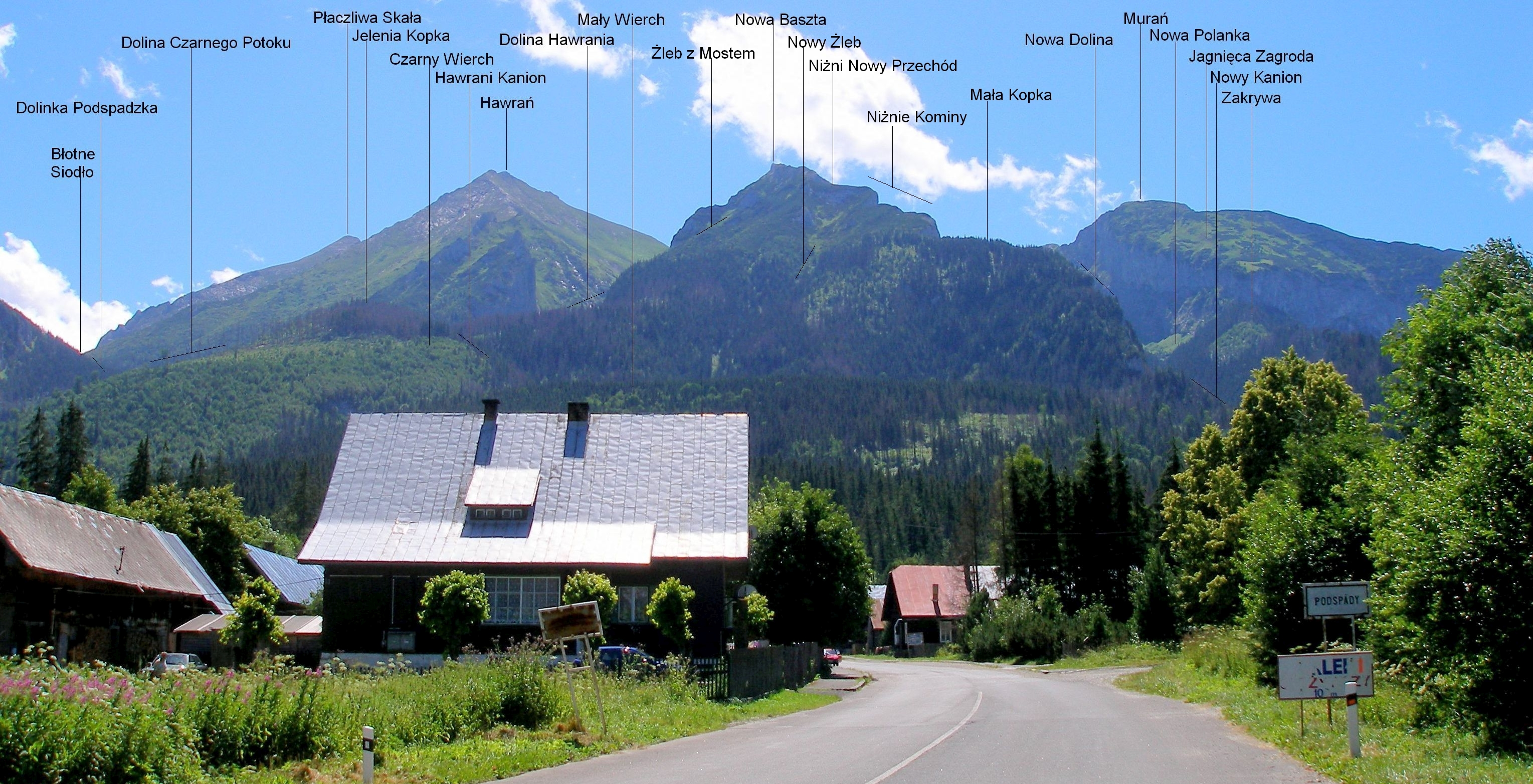
Widok z Podspadów